# Liste du patrimoine mondial en Palestine
Cet article recense les sites inscrits au patrimoine mondial en Palestine.

## Statistiques
La Palestine (nommée « État de Palestine » par l'UNESCO) ratifie la Convention pour la protection du patrimoine mondial, culturel et naturel le 8 décembre 2011. Le premier site protégé est inscrit en 2012.
En 2024, la Palestine compte 5 biens inscrits au patrimoine mondial, tous culturels.
À la même date, le pays a également soumis 12 sites à la liste indicative, 10 culturels et 2 naturels.

## Listes

### Patrimoine mondial
Les biens suivants sont inscrits au patrimoine mondial.
| Id.  | Site                                                                                        | Gouvernorat   | Année | Superficie (ha) | Critères et notes                                | Coordonnées                       | Illus. |
| ---- | ------------------------------------------------------------------------------------------- | ------------- | ----- | --------------- | ------------------------------------------------ | --------------------------------- | ------ |
| 1687 | Ancien Jéricho/Tell es-Sultan                                                               | Jéricho       | 2023  | 22,53           | Culturel, (iii), (iv)                            | 31° 52′ 16″ nord, 35° 26′ 38″ est |        |
| 1565 | Hébron/ Vieille ville d'Al-Khalil                                                           | Hébron        | 2017  | 20,6            | Culturel, (ii), (iv), (vi) En péril depuis 2017  | 31° 31′ 26″ nord, 35° 06′ 32″ est |        |
| 1433 | Lieu de naissance de Jésus : l'église de la Nativité et la route de pèlerinage, Bethléem    | Bethléem      | 2012  | 2,98            | Culturel, (iv), (vi) En péril entre 2012 et 2019 | 31° 42′ 14″ nord, 35° 12′ 29″ est |        |
| 1749 | Monastère de Saint Hilarion/ Tell Umm Amer                                                  | Deir el-Balah | 2024  | 1,329 3         | Culturel, (ii), (iii), (vi) En péril depuis 2024 | 31° 26′ 50″ nord, 34° 21′ 59″ est |        |
| 1492 | Palestine : terre des oliviers et des vignes – Paysage culturel du sud de Jérusalem, Battir |               | 2014  | 349             | Culturel, (iv), (v) En péril depuis 2014         | 31° 42′ 58″ nord, 35° 09′ 04″ est |        |

### Liste indicative
Les propositions suivantes sont inscrites sur la liste indicative.
| Id.  | Site                                                         | Gouvernorat          | Année | Critères et notes           | Coordonnées                       | Illus. |
| ---- | ------------------------------------------------------------ | -------------------- | ----- | --------------------------- | --------------------------------- | ------ |
| 5708 | al-Bireh : étendue sauvage avec monastères                   | Ramallah et Al-Bireh | 2012  | Culturel, (i), (ii), (iii)  | 31° 35′ 31″ nord, 35° 24′ 43″ est |        |
| 5721 | Forêt d'Umm ar-Rihan                                         | Jénine               | 2012  | Naturel, (x)                | 32° 32′ 02″ nord, 35° 09′ 04″ est |        |
| 5706 | Mont Gerizim et les Samaritains                              | Naplouse             | 2012  | Culturel, (iii), (vi)       | 32° 12′ 43″ nord, 35° 16′ 08″ est |        |
| 6546 | Palais d'Hisham / Khirbat al-Mafjar                          | Jéricho              | 2020  | Culturel, (i), (ii)         | 31° 52′ 55″ nord, 35° 27′ 36″ est |        |
| 5719 | Port d'Anthédon                                              | Gaza-Nord            | 2012  | Culturel, (ii), (iv)        | 32° 16′ 59″ nord, 35° 10′ 59″ est |        |
| 5707 | Qumrân : grottes et monastère des manuscrits de la mer Morte | Bethléem             | 2012  | Culturel, (iii), (iv), (vi) | 31° 40′ 26″ nord, 35° 20′ 53″ est |        |
| 5718 | Sebastia                                                     | Naplouse             | 2012  | Culturel, (ii), (v)         | 32° 16′ 59″ nord, 35° 10′ 59″ est |        |
| 6155 | Site du baptême « Eshria’a » (Al-Maghtas)                    | Jéricho              | 2015  | Culturel, (iii), (iv), (vi) | 31° 50′ 13″ nord, 35° 32′ 47″ est |        |
| 5714 | Vieille ville de Naplouse et ses environs                    | Naplouse             | 2012  | Culturel, (ii), (iv)        | 32° 12′ 00″ nord, 35° 16′ 01″ est |        |
| 5717 | Villages du Trône                                            |                      | 2013  | Culturel, (iii), (iv)       | 32° 24′ 14″ N, 35° 12′ 11″ E      |        |
| 5712 | Wadi Natuf et grotte de Shuqba                               |                      | 2013  | Culturel, (ii), (iii), (iv) | 31° 58′ 55″ nord, 35° 02′ 38″ est |        |
| 5722 | Zones humides côtières du Wadi Gaza                          | Deir el-Balah        | 2012  | Naturel, (x)                | 31° 27′ 04″ nord, 34° 23′ 38″ est |        |